# Unizjennyje i oskorbljonnyje
Unizjennyje i oskorbljonnyje (russisk: Униженные и оскорблённые) er en spillefilm fra 1991 af Andrej Esjpaj.

## Medvirkende
- Nastassja Kinski som Natasja
- Nikita Mikhalkov som Valkovskij
- Anastasija Vjazemskaja som Nellie
- Sergej Perelygin som Ivan Petrovitj
- Viktor Rakov som Aljosja